# Nepřívěc
Nepřívěc (dříve též Nepřívěce či Nepříbice) je malá vesnice, část obce Libošovice v okrese Jičín. Nachází se asi 1,5 km na jih od Libošovic; severovýchodně od vesnice se vypíná vrch Hůra (388 m). V roce 2009 zde bylo evidováno 30 adres. V roce 2001 zde trvale žilo 37 obyvatel.
Nepřívěc je také název katastrálního území o rozloze 3,43 km2.

## Historie
První písemná zmínka o obci pochází z roku 1255.

## Pamětihodnosti
- Kostel Nalezení svatého Kříže, původně gotický, barokně přestavěn počátkem 18. století. Na hlavním oltáři je pozdně gotická socha Madony.
- Zvonice z roku 1786, zděná, osmiboká stavba s mansardovou střechou.
- Skupina památných stromů na návsi: jedná se o lípy srdčité a jírovce maďaly, vysazené v roce 1848.[8]
- Obecní studna.
- Socha sv. Jana Nepomuckého na křižovatce západně od obce. Klasicistní socha z roku 1811.
- Statek č.p. 14, zachovalá selská usedlost.

## Galerie

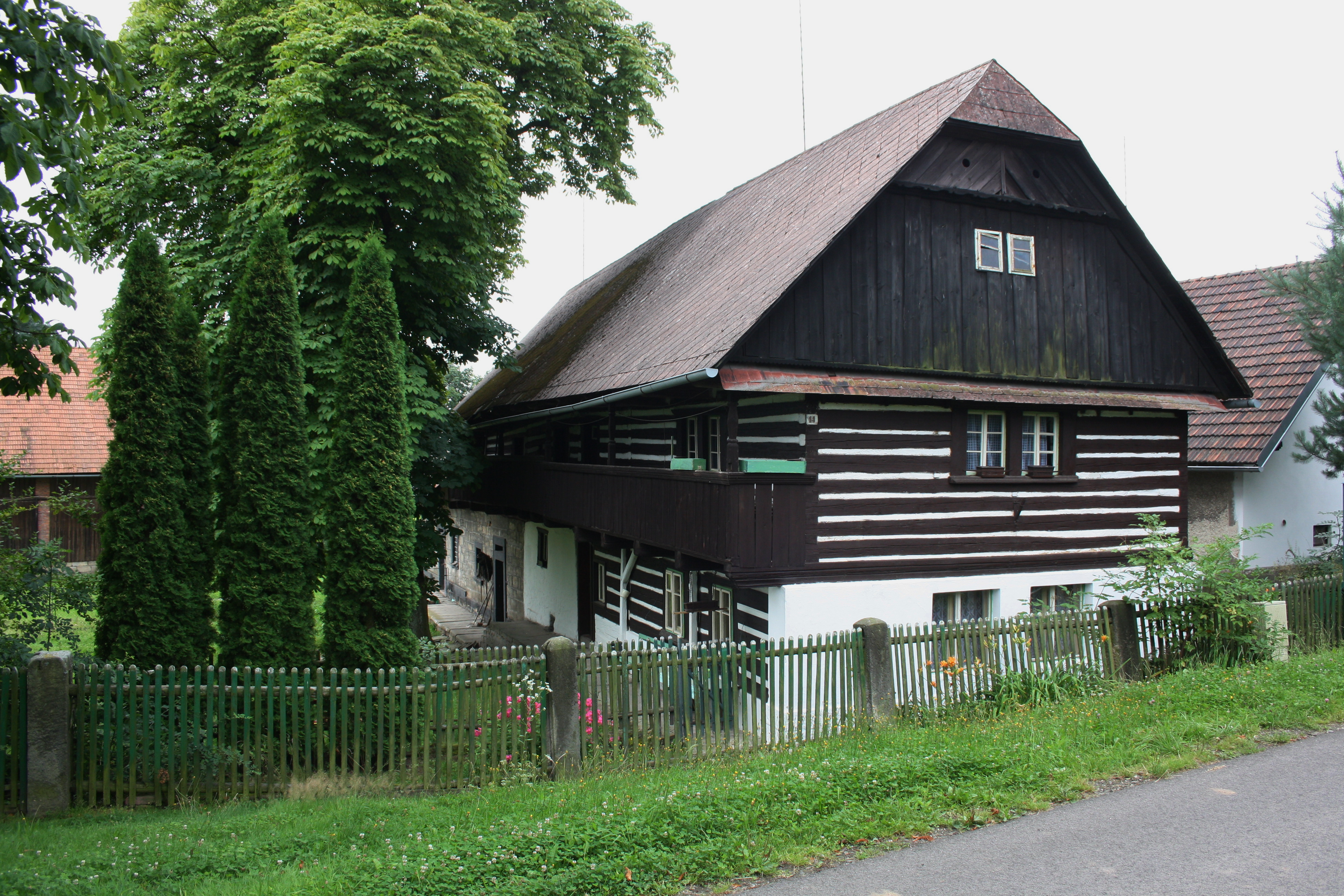
Statek č.p. 14.
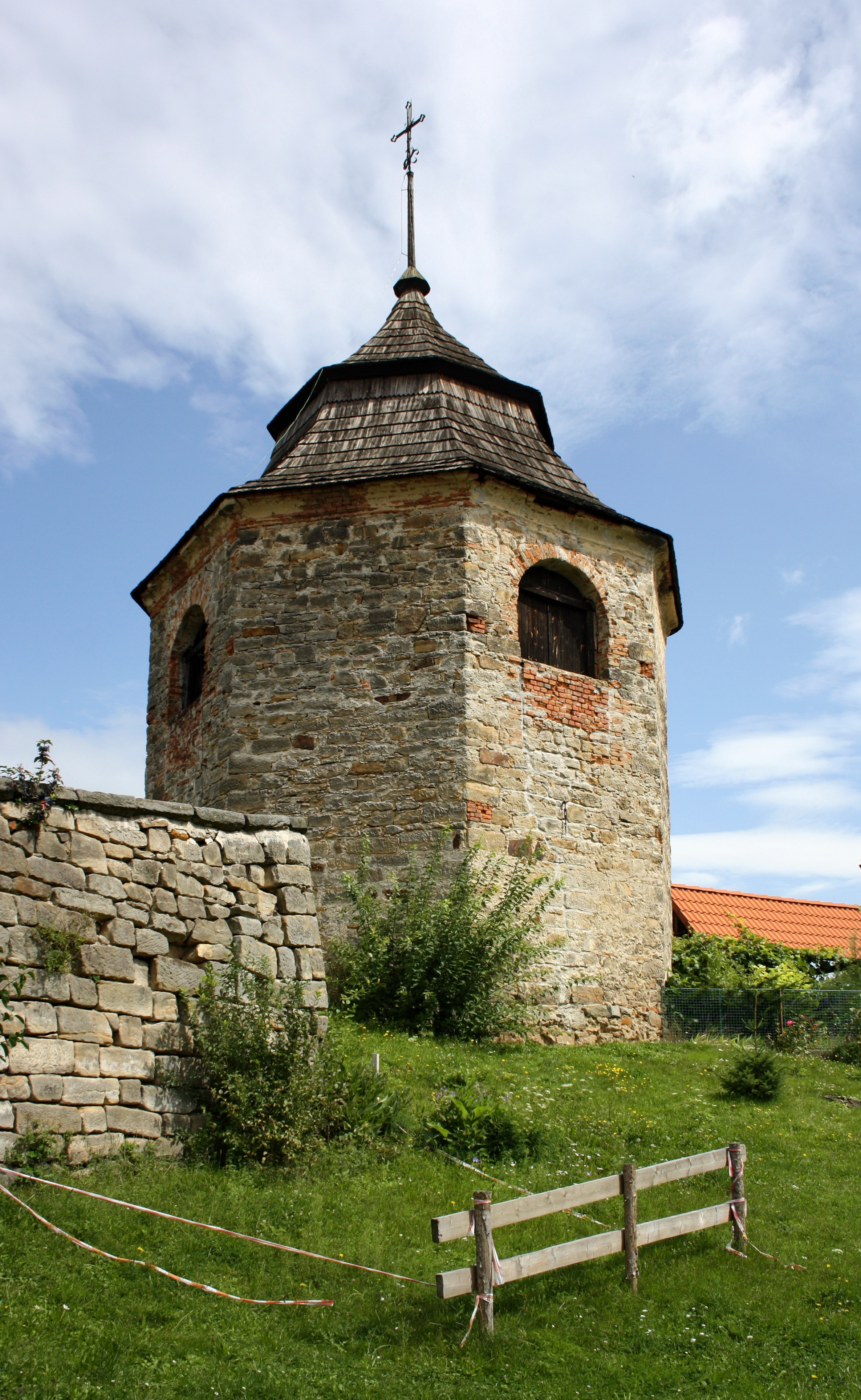
Zvonice.
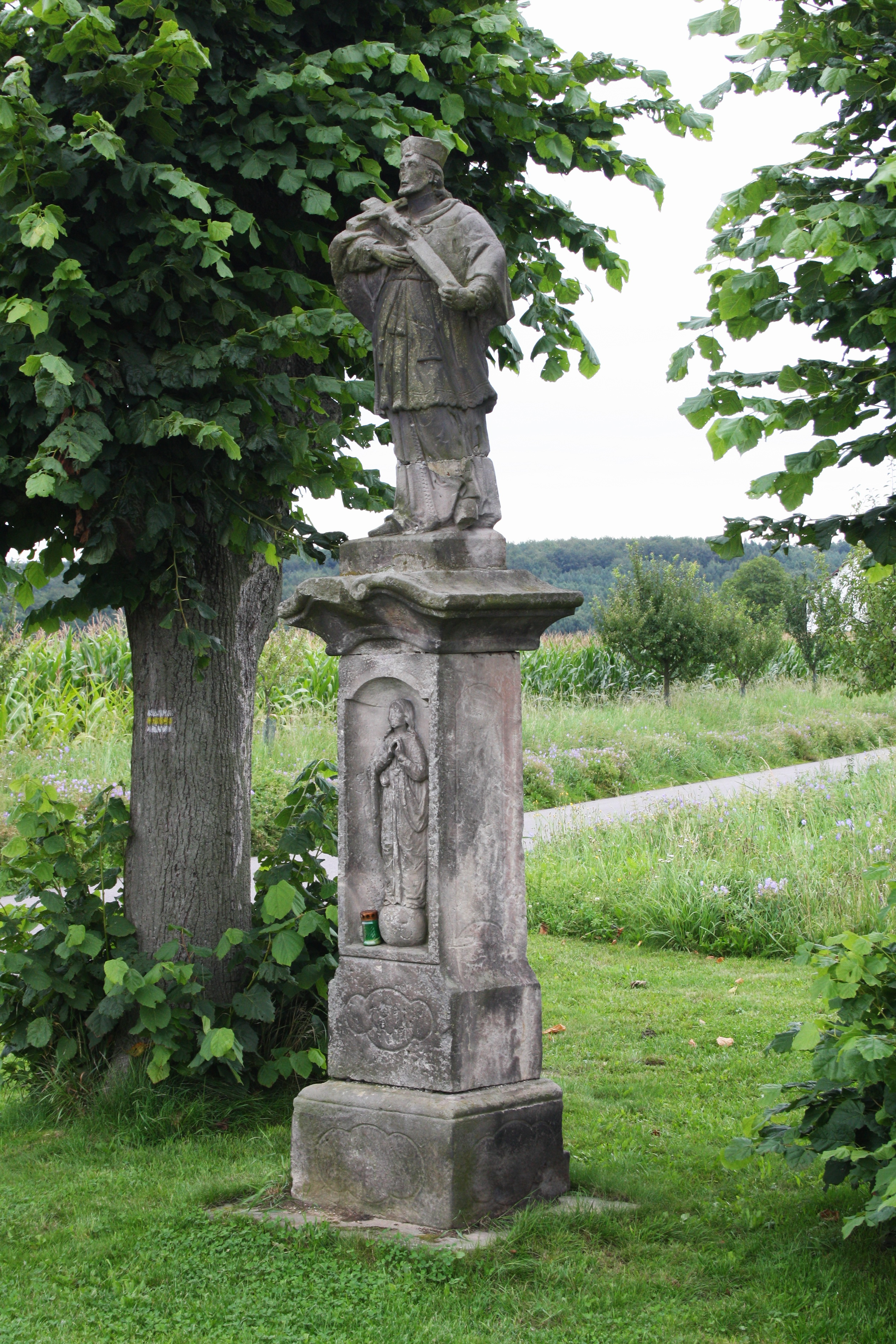
Socha svatého Jana Nepomuckého na křižovatce západně od obce.
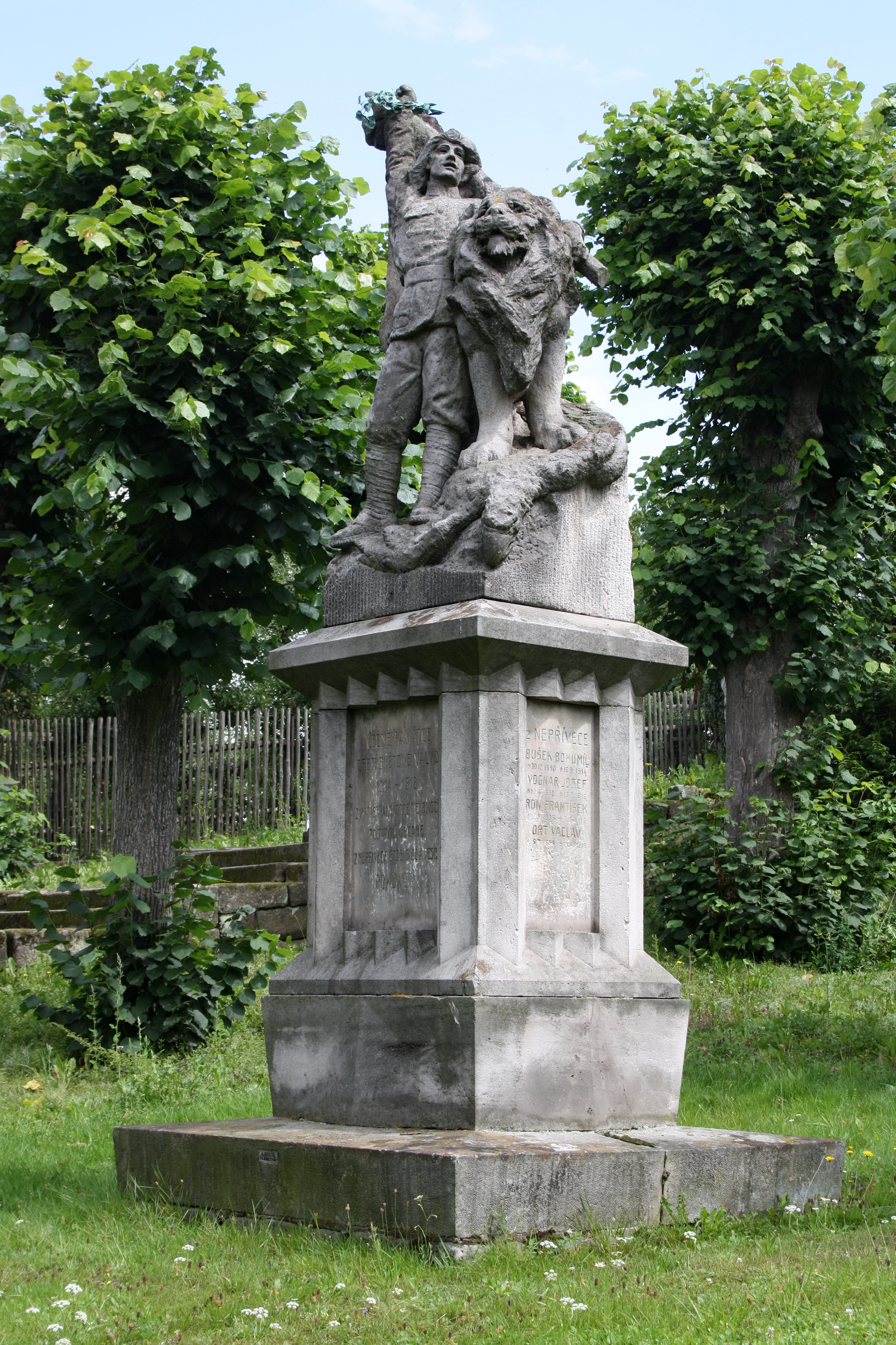
Pomník obětem světové války.
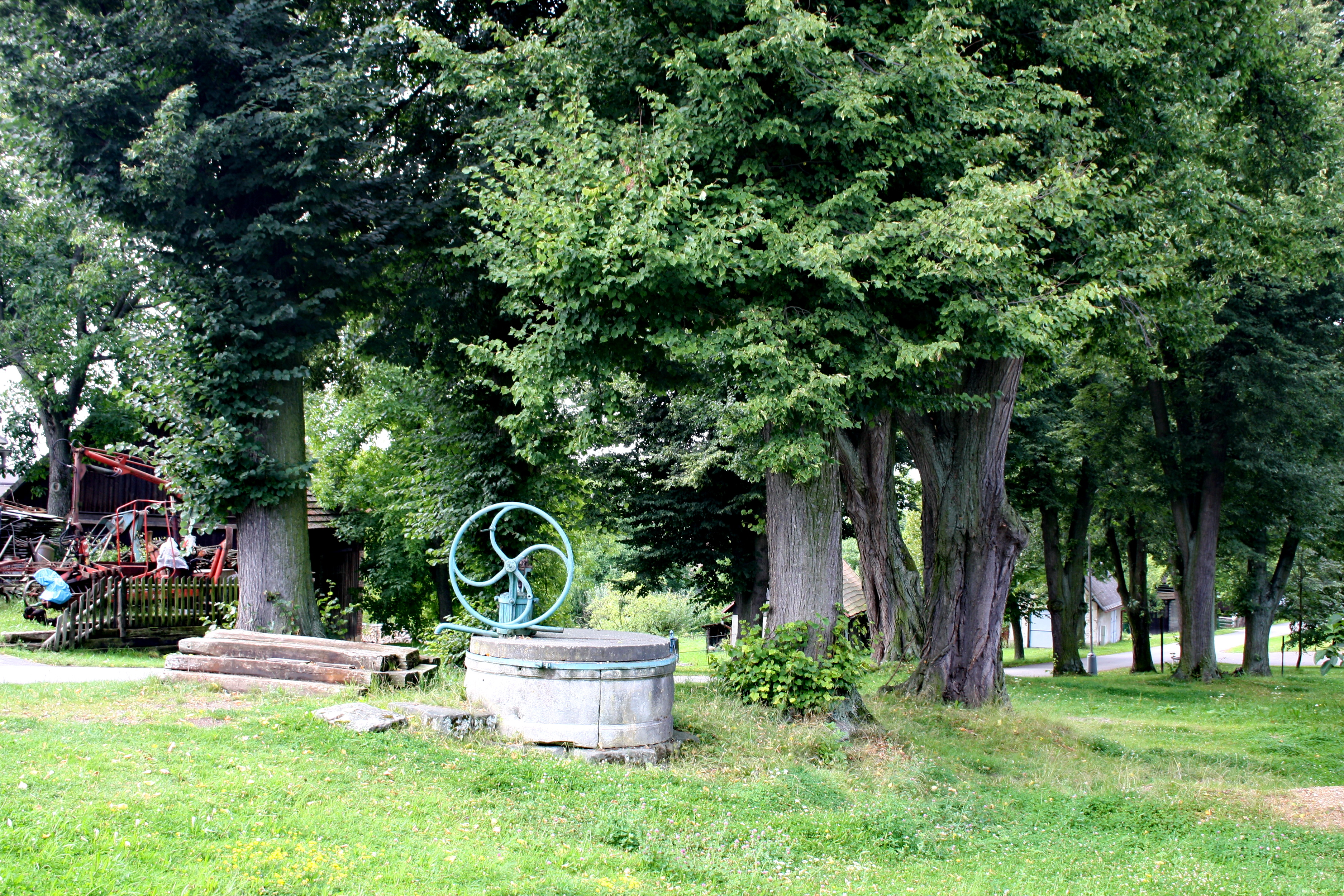
Skupina památných stromů a obecní studna.
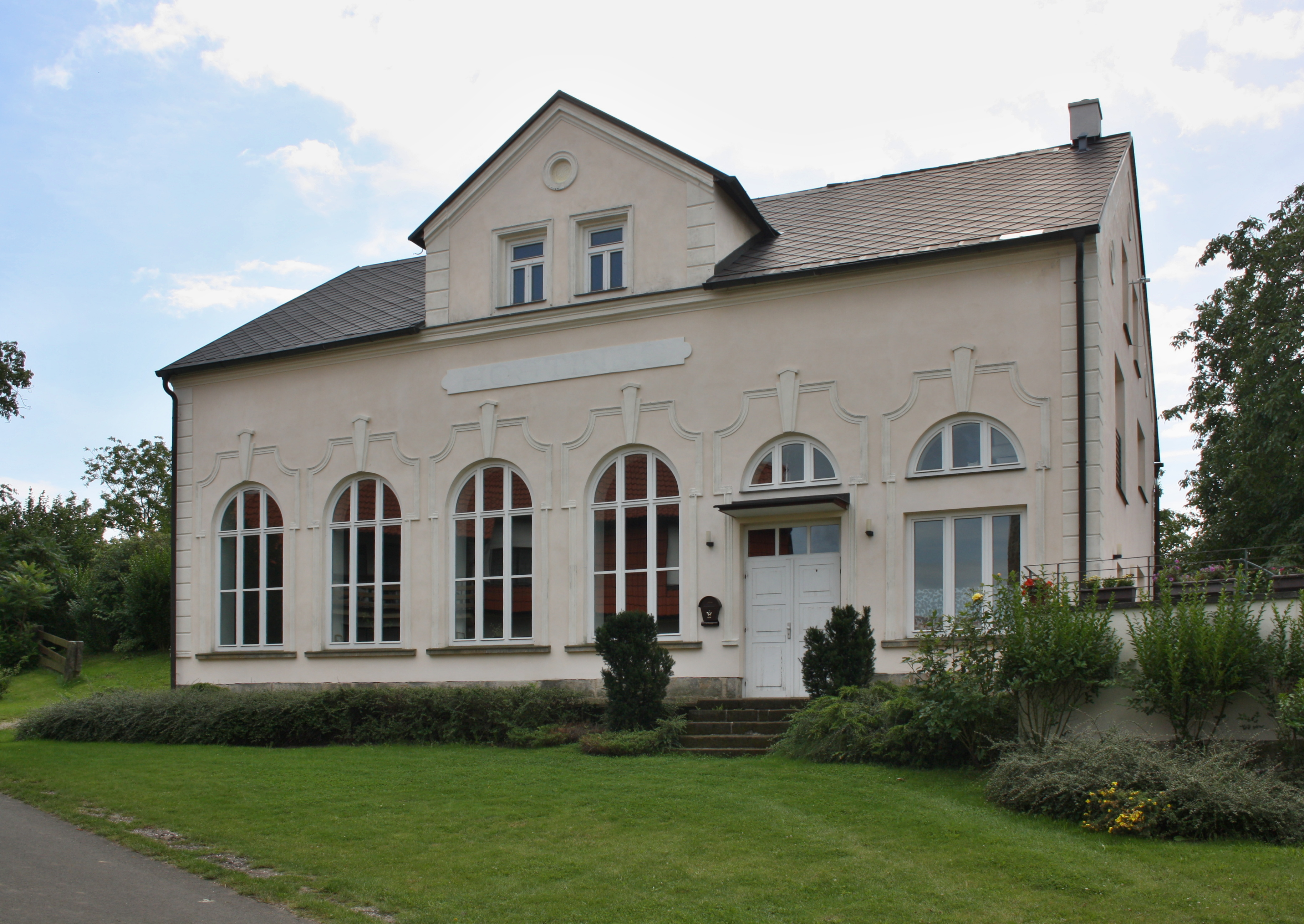
Bývalý hostinec.